# Jasper and the Beanstalk
Jasper and the Beanstalk ist ein US-amerikanischer animierter Kurzfilm von George Pal aus dem Jahr 1945.

## Handlung
In einem afrikanischen Dorf erwacht der Junge Jasper und läuft durch die Straßen. Er kommt an einem Feld an, wo ihm eine Vogelscheuche Bohnen im Tausch gegen seine Mundharmonika gibt. Sie berichtet Jasper vom Märchen Hans und die Bohnenranke und behauptet, dass die Bohnen „Schwarze Magie“ besäßen. Jasper eilt nach Hause, um die Bohnen einzupflanzen. Die Vogelscheuche und der auf ihr sitzende Vogel machen sich über Jaspers Leichtgläubigkeit lustig.
In der Nacht fängt die Bohne an auszutreiben. Sie wächst rasant in die Höhe und nimmt Jasper in seinem Bett mit sich. Am Morgen erwacht Jasper in fremder Umgebung und begibt sich auf die Suche nach der magischen Harfe. Eine Biene weist ihm den Weg zum Schloss des Riesen. Am Schloss angekommen, hört Jasper Musik. Der Riese schläft und Jasper entdeckt auf dem Tisch in einem Käfig eine singende Harfe in Frauengestalt. Sie bitte ihn, sie zu befreien, und Jasper öffnet den Käfig und trägt die Harfe hinaus. Er macht dabei solchen Lärm, dass der Riese erwacht. Jasper rettet sich und die Harfe sicher auf die Erde und fällt die Bohnenranke. Am nächsten Morgen erwacht die Vogelscheuche und amüsiert sich immer noch über den Streich, den sie Jasper gespielt hat. Mit dem Vogel begibt sie sich zu Jaspers Hütte und sieht den Jungen darin zusammen mit der Harfe. Der Vogel meint zur Vogelscheuche, dass der Streich die beste Lüge aller Zeiten gewesen sei.

## Produktion
Jasper and the Beanstalk ist ein Trickfilm der Reihe Puppetoon. Er wurde in Stop-Motion gedreht. Der Film kam am 9. Oktober 1945 in die Kinos.
Die Figuren werden von Victor Jory und Rex Ingram gesprochen. Das Lied Ain't Goin' No Place, das die magische Harfe singt, wurde von Peggy Lee interpretiert.

## Auszeichnungen
Jasper and the Beanstalk wurde 1946 für einen Oscar in der Kategorie „Bester animierter Kurzfilm“ nominiert, konnte sich jedoch nicht gegen Tom der Nachtwächter durchsetzen.